# Arrondissement d'Alzey-Worms
 (mars 2025).
Si vous disposez d'ouvrages ou d'articles de référence ou si vous connaissez des sites web de qualité traitant du thème abordé ici, merci de compléter l'article en donnant les références utiles à sa vérifiabilité et en les liant à la section « Notes et références ».
L'arrondissement d'Alzey-Worms est un arrondissement  ("Landkreis" en allemand) de Rhénanie-Palatinat  (Allemagne).
Son chef lieu est Alzey.
Au 31 décembre 2022, sa population est de 132 536 habitants.

## Villes, communes & communautés d'administration
(nombre d'habitants au 31/12/2008)
| - Alzey * (17 902) - Osthofen (8 228) |

| | | |
| - 1. Commune fusionnée d'Alzey-Land [Sitz: Alzey] 1. Albig (1 619) 2. Bechenheim (423) 3. Bechtolsheim (1 549) 4. Bermersheim vor der Höhe (315) 5. Biebelnheim (664) 6. Bornheim (735) 7. Dintesheim (150) 8. Eppelsheim (1 289) 9. Erbes-Büdesheim (1 355) 10. Esselborn (355) 11. Flomborn (1 005) 12. Flonheim (2 640) 13. Framersheim (1 654) 14. Freimersheim (666) 15. Gau-Heppenheim (534) 16. Gau-Odernheim (3 753) 17. Kettenheim (297) 18. Lonsheim (582) 19. Mauchenheim (962) 20. Nack (620) 21. Nieder-Wiesen (610) 22. Ober-Flörsheim (1 249) 23. Offenheim (608) 24. Wahlheim (608) | - 2. Commune fusionnée d'Eich 1. Alsheim (2 613) 2. Eich * (3 232) 3. Gimbsheim (2 965) 4. Hamm am Rhein (2 236) 5. Mettenheim (1 535) - 3. Commune fusionnée de Monsheim 1. Flörsheim-Dalsheim (3 098) 2. Hohen-Sülzen (595) 3. Mölsheim (584) 4. Mörstadt (916) 5. Monsheim * (2 500) 6. Offstein (1 826) 7. Wachenheim (652) - 4. Commune fusionnée de Westhofen 1. Bechtheim (1 833) 2. Bermersheim (389) 3. Dittelsheim-Heßloch (2 192) 4. Frettenheim (321) 5. Gundersheim (1 600) 6. Gundheim (934) 7. Hangen-Weisheim (477) 8. Hochborn (442) 9. Monzernheim (637) 10. Westhofen * (3 195) | - 5. Commune fusionnée de Wöllstein 1. Eckelsheim (505) 2. Gau-Bickelheim (2 102) 3. Gumbsheim (615) 4. Siefersheim (1 300) 5. Stein-Bockenheim (692) 6. Wendelsheim (1 400) 7. Wöllstein * (4 420) 8. Wonsheim (878) - 6. Commune fusionnée de Wörrstadt 1. Armsheim (2 596) 2. Ensheim (426) 3. Gabsheim (776) 4. Gau-Weinheim (623) 5. Partenheim (1 581) 6. Saulheim (7 163) 7. Schornsheim (1 609) 8. Spiesheim (986) 9. Sulzheim (1 091) 10. Udenheim (1 366) 11. Vendersheim (591) 12. Wallertheim (1 804) 13. Wörrstadt * (7 576) |